# دارجين
دارجينيّون (باللغة الدارجينيّة: дарганти دارگانتي ،بالروسيّة: даргинцы دارگينتسي) شعب قوقازي يعيشون في جنوب القوقاز على وجه التحديد في جمهوريّة الداغستان الروسيّة ، يبلغ تعدادهم في روسيا حوالي 425,526 وفق الإحصاء الرسمي عام 2002، ويشكلّون 16.5% من مجموع تعداد سكّان جمهوريّة الداغستان وثالث أكبر قوميّة من حيث العدد فيها، يتحدثون باللغة الدارجينيّة وهي لغة تنتمي للعائلة القوقازيّة كما يتكلم الدارجينيّون اللغة الروسيّة كمعظم أبناء الأقليّات العرقيّة في روسيا، معظم الدارجينيّون مسلمون سنّة.